# Itonama
Itonama je jazyk, kterým hovoří domorodí obyvatelé v departementu Beni v Bolívii. Je to izolovaný jazyk. Přesto byl dříve zařazován mezi tzv. makro-čibčské jazyky. Je to vysoce ohrožený jazyk, protože počet jeho mluvčích nepřekračuje 15 osob.